# ФК «Крылья Советов» Куйбышев в сезоне 1967
Сезон 1967 — 23-й сезон «Крыльев Советов» в чемпионате СССР. По итогам чемпионата команда заняла 11-е место.

## Чемпионат СССР

### Турнирная таблица
| Место | Команда                   | И  | В  | Н  | П  | Мячи  | О  |
| ----- | ------------------------- | -- | -- | -- | -- | ----- | -- |
| 16    | ЦСКА (Москва)             | 36 | 12 | 12 | 12 | 35-35 | 36 |
| 17    | СКА (Ростов-на-Дону)      | 36 | 13 | 8  | 15 | 39-42 | 34 |
| 11    | Крылья Советов (Куйбышев) | 36 | 8  | 18 | 10 | 23-28 | 34 |
| 12    | Торпедо (Москва)          | 36 | 12 | 9  | 15 | 38-47 | 33 |
| 13    | Торпедо (Кутаиси)         | 36 | 8  | 15 | 13 | 37-50 | 31 |

### Результаты матчей
| 1967-04-02 1 тур | Кайрат (Алма-Ата) | 1:0 | Крылья Советов (Куйбышев) |  |

| 1967-04-07 2 тур | Пахтакор (Ташкент) | 0:0 | Крылья Советов (Куйбышев) |  |

| 1967-04-12 3 тур | Торпедо (Кутаиси) | 0:0 | Крылья Советов (Куйбышев) |  |

| 1967-04-17 4 тур | Динамо (Тбилиси) | 0:0 | Крылья Советов (Куйбышев) |  |

| 1967-04-23 5 тур | Крылья Советов (Куйбышев) | 0:0 | ЦСКА (Москва) |  |

| 1967-04-27 6 тур | Крылья Советов (Куйбышев) | 1:1 | Заря (Луганск) |  |

| 1967-05-08 8 тур | Торпедо (Москва) | 0:1 | Крылья Советов (Куйбышев) |  |

| 1967-05-14 9 тур | Локомотив (Москва) | 1:1 | Крылья Советов (Куйбышев) |  |

| 1967-05-22 10 тур | Динамо (Москва) | 0:0 | Крылья Советов (Куйбышев) |  |

| 1967-05-23 13 тур | Крылья Советов (Куйбышев) | 0:0 | Динамо (Минск) |  |

| 1967-05-28 11 тур | Спартак (Москва) | 1:0 | Крылья Советов (Куйбышев) |  |

| 1967-06-15 12 тур | Крылья Советов (Куйбышев) | 4:0 | Зенит (Ленинград) |  |

| 1967-06-28 14 тур | Нефтяник(Баку) | 3:0 | Крылья Советов (Куйбышев) |  |

| 1967-07-04 15 тур | Арарат (Ереван) | 0:0 | Крылья Советов (Куйбышев) |  |

| 1967-07-13 16 тур | Крылья Советов (Куйбышев) | 0:0 | Динамо (Киев) |  |

| 1967-07-20 17 тур | Крылья Советов (Куйбышев) | 1:0 | Черноморец (Одесса) |  |

| 1967-07-26 17 тур | Крылья Советов (Куйбышев) | 1:1 | Шахтер (Донецк) |  |

| 1967-08-01 19 тур | Крылья Советов (Куйбышев) | 2:0 | СКА (Ростов-на-Дону) |  |

| 1967-08-07 20 тур | Заря (Луганск) | 0:1 | Крылья Советов (Куйбышев) |  |

| 1967-08-15 22 тур | ЦСКА (Москва) | 0:0 | Крылья Советов (Куйбышев) |  |

| 1967-08-23 23 тур | Крылья Советов (Куйбышев) | 1:2 | Спартак (Москва) |  |

| 1967-08-28 24 тур | Крылья Советов (Куйбышев) | 1:2 | Динамо (Москва) |  |

| 1967-09-04 25 тур | Крылья Советов (Куйбышев) | 2:1 | Торпедо (Москва) |  |

| 1967-09-10 26 тур | Крылья Советов (Куйбышев) | 0:0 | Локомотив (Москва) |  |

| 1967-09-19 28 тур | Крылья Советов (Куйбышев) | 1:1 | Динамо (Тбилиси) |  |

| 1967-09-27 27 тур | Крылья Советов (Куйбышев) | 2:3 | Торпедо (Кутаиси) |  |

| 1967-10-03 29 тур | Зенит (Ленинград) | 3:1 | Крылья Советов (Куйбышев) |  |

| 1967-10-10 30 тур | Динамо (Минск) | 1:0 | Крылья Советов (Куйбышев) |  |

| 1967-10-18 31 тур | Крылья Советов (Куйбышев) | 1:0 | Нефтяник(Баку) |  |

| 1967-10-24 32 тур | Крылья Советов (Куйбышев) | 0:0 | Арарат (Ереван) |  |

| 1967-10-29 33 тур | Крылья Советов (Куйбышев) | 1:0 | Кайрат (Алма-Ата) |  |

| 1967-11-03 34 тур | Крылья Советов (Куйбышев) | 0:0 | Пахтакор (Ташкент) |  |

| 1967-11-08 35 тур | Динамо (Киев) | 2:0 | Крылья Советов (Куйбышев) |  |

| 1967-11-12 36 тур | Черноморец (Одесса) | 1:1 | Крылья Советов (Куйбышев) |  |

| 1967-11-16 37 тур | Шахтер (Донецк) | 0:0 | Крылья Советов (Куйбышев) |  |

| 1967-11-20 38 тур | СКА (Ростов-на-Дону) | 4:0 | Крылья Советов (Куйбышев) |  |

## Кубок СССР

### Результаты матчей
| 1967-05-19 1/16 финала | Крылья Советов (Куйбышев) | 0:1 д.в. | Динамо (Тбилиси) |  |

## Товарищеские матчи
| март 1967 | Куба | 0:5 | Крылья Советов (Куйбышев) | Гавана |

| 1967 | Иран | [ 1 ] | Крылья Советов (Куйбышев) | Тегеран |